# Улубабян, Баграт Аршакович
Баграт Аршакович Улубабян (арм. Բագրատ Արշակի Ուլուբաբյան; 9 декабря 1925 — 19 ноября 2001) — советский и армянский писатель и историк, известный, в первую очередь, своими трудами по истории Нагорного Карабаха.
Некоторые взгляды Улубабяна по истории региона подвергаются критике.

## Биография
Улубабян родился 9 декабря 1925 в селе Мюшкапат Мартунинского района Нагорно-Карабахской Автономной Области Азербайджанской ССР.
В 1944 году окончил Педагогический институт города Шуша. Два года спустя он получил учёную степень по армянскому языку и армянской литературе в Бакинском педагогическом институте. В 1949—1967 годах проживал в НКАО, стал главой областного союза писателей, писал для армяноязычной газеты «Советакан Карабах» (Советский Карабах), являлся депутатом исполкома НКАО. В 1968 году Улубабян переехал в Ереван, в последующие годы становится старшим научным сотрудником в отделе истории Академии Наук Армянской ССР.
Первые работы Улубабяна были в поэзии, в 1952 и 1956 годах он опубликовал две работы: «Песни о труде и мире» и «Утро». Однако вскоре он переключился на написание коротких эпических рассказов: «Айгестан» (1960), «Человек» (1963), «Тартар» (1963), «Зерно никогда не умирает» (1967) и «Лампа» (1976). Так же он написал две новеллы: «Родная земля» (1959) и «Человек» (1963). Одной из его наиболее известных работ стал исторический роман «Сардарапат» (1991).
Многие из работ Улубабяна касались армян Нагорного Карабаха. В 1975 году вышла в свет его книга «Княжество Хачен в X—XV веках» — политическая и культурная история средневекового Хаченского княжества. В 1979 году он опубликовал «Золотая цепь» — коллекцию исторических очерков со времен Мовсеса Каганкатваци до эпохи Карабахских княжеств, отображающих роль Нагорного Карабаха в истории Армении. Несколько лет спустя, в 1981 году, были опубликованы «Очерки истории восточного края Армении (V—VII вв.)» и «Гандзасар». В 1994 году в свет вышла книга «История Арцаха от начала до наших дней». Ещё одна работа о регионе, «Арцахская борьба за существование», была опубликована в том же году и является исследованием, посвященным Нагорному Карабаху в советскую эпоху (с 1918 до 1960 года). Являясь экспертом по грабару и классической армянской литературе в 1982 году Улубабян перевёл на современный армянский два произведения армянского историка V века Лазаря Парпеци «История Армении» и «Послание к Вагану Мамиконяну».
В июне 1965 года Улубабян в числе тринадцати авторов подписал петицию в Москву о присоединении НКАО с Армянской ССР. В конце 1980-х, с началом Нагорно-Карабахского конфликта, Улубабян принимает участие в ереванских демонстрациях в поддержку присоединения НКАО к Армянской ССР.
7 мая 2001 года за его вклад в изучение истории Армении он был награждён президентом непризнанной Нагорно-Карабахской Республики Аркадием Гукасяном орденом «Святого Григория Просветителя».
Улубабян умер 19 ноября 2001 года после продолжительной болезни легких.

## Критика
В современном академическом мире Баграт Улубабян известен как признанный специалист в области кавказологии. Западные исследователи (такие как Роберт Хьюсен или Патрик Донабедян) ссылаются на труды Улубабяна, посвященные Кавказской Албании. В статье об Арцахе Хьюсен также ссылается на труд Улубабяна «Княжество Хачен» как на значимую работу и говорит о нём как о полезном источнике для тех, кто интересуется регионом и его средневековой историей.
По мнению Виктора Шнирельмана, Улубабян является одним из создателей мифа, отрицающего какие-либо связи между албанами, с одной стороны, и армянами и азербайджанцами, с другой, а также навязывающего армянам Куро-Аракского междуречья и соседних районов Азербайджана мнение, согласно которому им было оскорбительно считаться «арменизированными албанами». Вопреки традиционной точке зрения, идентифицирующей раннесредневековых утиев с этнографическими удинами, Улубабян стал доказывать, что утии не просто были очень рано арменизированы, но едва ли не изначально являлись армянами.